# Charte de la ville de Québec
 (octobre 2015).
Si vous disposez d'ouvrages ou d'articles de référence ou si vous connaissez des sites web de qualité traitant du thème abordé ici, merci de compléter l'article en donnant les références utiles à sa vérifiabilité et en les liant à la section « Notes et références ».
La Charte de la ville de Québec est la loi du Parlement du Québec qui crée la ville de Québec, organise la municipalité, détermine ses compétences et prévoit les dispositions financières et fiscales qui lui sont propres.
Son ancêtre est l'Acte pour incorporer la Cité de Québec (1832).